# Maksymówka (rejon borysowski)
Maksymówka, Maksimauka (błr. Максімаўка, ros. Максимовка) – wieś na Białorusi, w obwodzie mińskim, w rejonie borysowskim, w sielsowiecie Маjsiеjеuszczyna, u źródeł rzeki Schy, lewego dopływu Berezyny.

## Historia
W XIX wieku – wieś w powiecie borysowskim guberni mińskiej Imperium Rosyjskiego, gmina (wołost) Chołopienicze.  
Do  28 maja 2013 w sielsowiecie Trojanówka.